# Linda (televíziós sorozat)
A Linda egy magyar televíziós sorozat, amely az 1980-as években készült. Az első szezont 1984-től, a másodikat 1986-tól, a harmadikat 1989-től vetítette a Magyar Televízió. 1981 és 1987 között 10 rész, 1987 és 1991 között 7 rész készült. Ekkor már két gyártó működött közre, ugyanis a kezdetekkor még a Mafilm, később a Tele P-Art Produkciós Iroda is bekapcsolódott, akik az Angyalbőrben című sorozatot is készítették. A második sorozat 5 epizódját 1999 és 2000 között forgatták. Műfaja bűnügyi filmvígjáték-sorozat. A tévéfilmsorozat a Magyar Televízió és a Tele P-Art gyártásában készült, a Televideo forgalmazásában VHS-en, a Budapest Film forgalmazásában DVD-n jelent meg.
Az első két széria rendezője Gát György, majd a harmadik évadban Szurdi Miklóssal közösen rendezték az epizódokat. Az 1984 és 1990 között bemutatott sorozatban a főszerepeket Görbe Nóra, Szerednyey Béla, Bodrogi Gyula és Pécsi Ildikó alakították. A sorozaton újabb és újabb generációk nőnek föl, kedveltsége továbbra is töretlen.
A 2002-ben bemutatott újabb részek a régebbi epizódoktól eltérően folytatásos történetet alkotnak. Ezt a szériát Silló Sándor rendezte, azonban nem ért el olyan sikert, mint az 1980-as évekbeli Linda.
A film sugárzási jogát két kereskedelmi csatorna is megvásárolta: 1999-ben a RTL Klubon futott, 2003-ban az m1 is megismételte, 2005-től a Viasat 3 sugározta, majd 2008. augusztus végétől újra az m1 műsorán volt látható. 2010 nyarán az m2-n, 2011-ben az m1-en vetítették.
2012 és 2015 között a 17 + 5 részt a Duna Televízió és a Duna World, 2015 nyarától az m3, 2024 szeptemberétől a Magyar Mozi TV sugározta.
Egyes epizódok VHS kazettán, illetve az első két évad DVD formátumban is megjelent, lemezenként 2 vagy 3 epizóddal.
2013 januárjában az Origo.hu beszámolt arról, hogy Martin Csaba rendező tervezi elkészíteni a Linda visszatér című mozifilmet, de ez végül nem valósult meg.

## Cselekmény
Veszprémi Linda, a végzős gimnazista lány elhatározza, hogy rendőr lesz. Környezete azonban nem tartja jó választásnak ezt a szakmát: édesapja és tanárai szívesebben látnák őt biológusként vagy kutatóként, sőt osztálytársai rendszeresen kigúnyolják a mániájáért, ő azonban rájuk se hederít. Emődi Tamásnak, az egyik osztálytársának viszont megtetszik Linda, és udvarol neki. A lány látszólag nem vesz róla tudomást, de egyszer édesapja is megjegyezi Tominak: „állandóan a hülye szerelmes verseidet olvassa”.
Linda első sikeres ügye már az iskolában elkezdődik, ártalmatlanítja az osztálytársnője után szaglászó „szatírt”, majd bravúros nyomozással kideríti, hogy kicsoda osztálytársa valódi édesapja.
Később a közlekedésrendészeten szolgál, majd felküzdi magát a ranglétrán, és alhadnagyként szolgál Eősze Gábor mellett. Főnöke viszont nem örül a túlzottan lelkes lánynak, aki mintha szándékosan akarna belekeveredni a bajba. Eősze mindent megtesz annak érdekében, hogy távol tartsa Lindát a komolyabb bűnügyektől, ezért egyszerű feladatokkal bízza meg a lányt. Eősze nagyon szigorú, de ezt sokkal inkább egyfajta aggodalom motiválja, mert nem szeretné, ha a lánynak bármi baja esne. Azonban Linda akarva vagy akaratlanul is, de találkozik komoly bűnügyekkel, ilyenkor viszont aberrált egyénekkel is szembe kerül, ezért jogosak is főnöke aggodalmai. Rendszeresen továbbképzésre küldik, hogy nyugalmuk legyen, így sem járva sikerrel, mert Linda egyfolytában látványos verekedésekben vesz részt. A nyomozólány különféle bűntényekbe botlik: képrablás, maffiaügy, sorozatgyilkosság, ám az élelmes, harcias és okos lány mind felderíti ezeket. A rejtélyes bűnügyek mellett a hangulatot fokozza Linda lenyűgöző taekwondo-tudása, sőt apja, Veszprémi Béla és nagytermészetű barátnője, Klára nevettető és megnyerő alakítása, továbbá Linda taxis vőlegénye, a sokszor szerencsétlenkedő Tamás, aki igyekszik felnőni Lindához.

## Előzmények és gyártás
- A Linda sorozat ötlete Gát György fejében született meg, még rendező szakos főiskolásként. Jelentős hatással voltak rá a Bruce Lee- és a korai Jackie Chan-filmek, de az alkotó mindezt sokkal több humorral akarta felvértezni.
- Az ötlet eladása nem volt egyszerű dolog. A rendező többször is tárgyalt a Magyar Televízióval, ahol nem lelkesedtek a karatézó rendőrlány ötletéért,[3] viszont addig próbálkozott, amíg a Magyar Televízió szórakoztató osztályának főosztályvezetője biztosította a szükséges anyagiakat, noha ekkor is alig bíztak a sikerében, így még főcím se készült hozzá. Végül elkészült az első három rész, az ún. pilot epizódok. Gát így jellemezte az előrelépést a sorozattal: „Akkor megnyertem vele a szkeptikusokat: »csinálj egy főcímet hozzá, és akkor leadjuk adásban, megnézzük, hogyan fogadják«. Elsöprő lett a siker, ezért rendeltek belőle még tizennégyet – ez a története a Lindának. Szóval én mint anglomániás, Amerika-mániás és sorozatmániás, baromira tudtam már akkor, hogy mitől működik egy sorozat, mitől lesz siker, mitől lesz emlékezetes. Azokat az eszközöket használtam, amiket kint tanultam.”
- A szerep kifejezetten Görbe Nórára íródott, akinek ekkoriban már volt filmes tapasztalata. A forgatások előtt azonban a színésznőnek el kellett sajátítania a harcművészeti alapokat. Mivel már gyerekkora óta balettozott, megvolt a mozgáskultúrája hozzá. Görbe Nóra felkészítését Harmat László profi taekwondo-harcművész végezte, aki épp akkoriban költözött haza Svédországból. Ő lett a film szakértője a harcjeleneteknél. Görbe Nóra 14 hónapig edzett nála, míg végül megszerezte a zöld övet. A forgatások körülbelül akkor kezdődtek, amikor sárga öves vizsgát tett.[4][5]
- A sorozat rendőrségi szakértőjének dr. Láposi Lőrincet kérték fel az alkotók. Minden egyes forgatókönyvet átnézett, s ha kellett, akkor elmagyarázta a szükséges javításokat, nehogy életszerűtlenek legyenek bizonyos elemek, így a filmek hitelesek lettek nyomozói szempontból.
- A sorozat elsöprő sikert aratott a nézők körében, a kritikusok viszont erősen bírálták.[6]

## Szereplők
- Veszprémi Linda – Görbe Nóra
- Emődi Tamás – Szerednyey Béla
- Veszprémi Béla – Bodrogi Gyula
- Klárika – Steinbach Klára (vagy Sanbacher Klára)[7] – Pécsi Ildikó
- Eősze Gábor – Deme Gábor (pilot részek), Vayer Tamás (hangja: Tolnai Miklós)
- Handel Gyula – Harsányi Gábor
- Vasó / Kő Zoltán – Balázs Péter
- „Bagoly” – Kalocsai Matild[8] – Ronyecz Mária
- „Doki” – Bánffy György
- Ibike (titkárnő a rendőrségen) – Lukácsy Katalin
- Ricsi – Romwalter Béla (hangja: Beregi Péter)
- Ottó – ifj. Elek Ottó (hangja: Várkonyi András)

## A sorozat egyes epizódjainak szereplői

### 1.1. epizód (A szatír)
- Orbán Zsuzsa, Linda osztálytársa – Nyertes Zsuzsa
- Orbán Gizella, Orbán Zsuzsa anyja – Szegedi Erika
- Dénes János – Kozák András
- Korponay Sándor – Andorai Péter
- Szecsődi József, meleg férfi az Egyetem presszóban – Balkay Géza
- Sarkantyús bácsi, iskolai pedellus – Csákányi László
- Kelemen Ferenc (céllövöldés) – Benkóczy Zoltán
- Hubay Katalin masszőr – Andai Györgyi
- Rendőr főtörzsőrmester – Leisen Antal
- Magyartanárnő, osztályfőnök (gúnyneve: Csontváz) – Mányai Zsuzsa
- Klári néni, gimnáziumi igazgatónő – Tímár Éva
- Fakanál, Orbán Zsuzsa barátja – Nagy Miklós
- Vendéglátóipari szakoktató, tanár – Katona János
- Petneházy Ferenc, nyugdíjas tanár – Miklósy György
- Volner, Linda osztálytársa – Incze József
- Dávid, Linda osztálytársa – Szerémi Zoltán
- Jelinek, Linda szakállas osztálytársa – Gáspár Tibor
- Kelemen Ferencné (a céllövöldés felesége) – Voith Ági
- Luftballonárus a ligetben, a céllövöldénél – Salinger Gábor
- Dénes István autószerelő – Bodnár István
- Nyírő Sándor – Szacsvay László
- Taekwondo-oktató – Mile Dezső
- Baksa Ági, Linda osztálytársa – Bándy Beáta
- Zaklató a ligetben, a céllövöldénél – Hunyadkürti István
- Vámpírfogas támadó a ligetben, a céllövöldénél – Sasics Szvetiszláv
- Támadó a ligetben, a céllövöldénél – Szabó Ferenc
- Támadó a ligetben, a céllövöldénél – Szabó Miklós
- Emődi ökölvívó edzője – Horváth József (mesteredző)

### 1.2. epizód (A fotómodell)
- Prostituált – Sáfár Anikó
- Dealer – Csiszár Imre
- Dealer – Andresz Kati
- Zoli, rendőrnyomozó – Gáti Oszkár
- Erlich Béla. kisállatkereskedő – Miklósy György
- Kisfiú az állatkereskedő boltban – Pálok Gábor
- Kutasi Zsuzsa apja, nyugdíjas villamosvezető – Ambrus András
- Kutasi Zsuzsa anyja – Bod Teréz
- Kutasi Zsuzsa, fotómodell, az áldozat – Rák Kati
- Gyanúsított a rendőrségen – Bencze Ferenc
- Rendőr törzsőrmester – Kun Vilmos
- Ibike, titkárnő a rendőrségen – Vadászi Éva
- Taxiutas – Temessy Hédi
- Baksa Ági – Sütő Enikő
- Portás a Halló Bárban – Vándor József
- A késes támadó – Piroch Gábor
- Támadó – Edőcs István

### 1.3. epizód (Oszkár tudja)
- Fenyéri Lujza, opera-énekesnő, énektanár – Psota Irén
- Gerzson, Fenyéri Lujza titkára, (komornyik) – Gelley Kornél
- Kolozsvári Reizmann Boldizsár, színházi kellékes – Sarlai Imre
- Klára Jusztinia (kvarcóra csempészárus) – Schubert Éva
- Kamilla (kvarcóra csempészárus) – Takács Margit
- A rendőrségi folyosón várakozó nő – Pogány Margit
- Zsanett (Fenyéri Lujza barátnője), vécésnéni a Kiskakasban, bolti tolvaj – Temessy Hédi
- F. Tóth Lajos, amatőr énekes, (tenorista) Fenyéri Lujza tanítványa – Csiszár Imre
- Fenyéri Aliz (gróf Antalfy József Hondurasból) – Bod Teréz
- Trallala (Kovács Frigyes erősáramú technikus) – Szakácsi Sándor
- Ügyek Lajos, a műszaki bizományi áruház boltvezetője – Harkányi Endre
- Kidobóember, a Kiskakasban – Körtvélyessy Zsolt
- Pultos, a Kiskakasban – Szilágyi Zsuzsa
- Portás az Operában – Sárosi Gábor
- Az Operaház igazgatója ― Némethy Ferenc
- Gépírónő a rendőrségen – Soproni Ági
- Szinkronrendezö, a szinkronfelvétel jelenetében – Andor Péter
- Riporter, a Fenyéri Lujza portréműsor tv-felvételén – Antoniewicz Roland
- Rendező a Fenyéri Lujza portréfilm forgatásán – Verdes Tamás

### 2.1. epizód (A tizennyolckarátos aranyhal)
- Törpe, a margitszigeti gengszterbanda tagja – Kaszás Géza
- Bajuszos, a margitszigeti gengszterbanda tagja – Bagó Bertalan
- Hóhér, a margitszigeti gengszterbanda tagja – Rékasi Károly
- Férfi, kislányával a metrón – Kránitz Lajos
- Kislány, apjával a metrón: Gábor Bernadett
- A margitszigeti aranyhalak „felszabadítója” (Haltolvaj) – Nagy Zoltán
- Pereszlényi-Horváth László – Verebes Károly
- Tokodi Vilmos – Kun Vilmos
- Inge, NDK-s turista – Hegyi Barbara
- Éjszakás nővér a kórházban – Détár Enikő
- Ügyeletes orvos a kórházban – Perlaki István
- Bözsi néni, állateledel- és díszállatkereskedő – Győri Ilona
- Szabó bácsi, a vácrátóti arborétum gondnoka – Képessy József
- Szabóné – Báró Anna
- Prostituált, akit az éjszakai razziánál bevittek a rendőrségre – Udvarias Katalin
- A zaklató banda tagja a metrón – Medriczky Károly
- Kukkolós bácsi – Laczkovich Géza (hangja: Simon György)

### 2.2. epizód (Pavane „Egy infánsnő halálára”)
- Tibor, balettmester, koreográfus, rendező – Eck Imre (hangja: Szoboszlai Sándor)
- Rangström Ferenc, balett-táncos – Hajzer Gábor (hangja: Mácsai Pál)
- Kritikus, a balettelőadás végén – Ábel Péter
- Sanyi, ügyelő, a próbán a magnó kezelője – Tóth Sándor (hangja: Dobránszky Zoltán)
- Somhegyi, mérnök, Rangström Ferenc nagybátyja, (elitélt a börtönben) – Bozóky István
- Sári, balerina – Uhrik Teodóra (hangja: Bodnár Erika)
- Balett táncos – Krámer György (hangja: Józsa Imre)
- Krisztina, balerina – Ruczek Yvett (hangja: Orosz Helga)
- Balett táncos – Lovas Pál (hangja: Balázsi Gyula)
- Balett táncos – Solymos Pál
- Balett táncos – Bretus Mária
- Balett táncos – Paronai Magdolna (hangja: Herczeg Csilla)
- Balett táncos – Baráth Ildikó
- Lajos, balett táncos – Szekeres Lajos (hangja: Rátóti Zoltán)
- Balett táncos – Németh Erika (hangja: Horváth Éva)
- Balett táncos – Végvári Zsuzsa
- Táncosok – a Pécsi Balett tagjai;
- Támadó az étteremben ― Medriczky Károly
- Támadó az étteremben ― Tímár Imre

### 2.3. epizód (Piros, mint a kármin)
- Trónyi Zénó, Munkácsy-díjas festő (alkotótábort vezet a Mostoha-szigeten) – Both Béla
- Bogdán Dénes – Blaskó Péter
- Erika Turi – Sir Kati
- Pauler Frigyes – Ujréti László
- Kutasi úr, műgyűjtő – Velenczey István
- Vércsei, kereskedő az Ecseri Piacon – Bencze Ferenc
- Professzornő a restaurátorműhelyben – Papadimitriu Athina
- Horváthné – Kádár Flóra
- Autószerelő – Pethes Csaba
- Helyszínelő orvosszakértő – Piller József (hangja: Szokolay Ottó)
- Helyszínelő rendőr – Szerencsi Hugó
- Horváth, fotós – Horesnyi László
- Horváth szeretője – Borbáth Ottília
- A révész felesége – Bessenyei Emma

### 2.4. epizód (A Rebeka)
- Szerémy Nándorné (Lucy) – Bod Teréz
- Rebeka, jósnő – Tábori Nóra
- Kántorné, Bellus – Békés Itala
- Vajk Tiboldné, neves szobrászművész özvegye – Ilosvay Katalin (hangja: Lelkes Ágnes)
- Macskás öregember (macskákat befogad, begyűjt) – Horváth Jenő
- Macskatenyésztő – Sárosi Gábor
- Szerémy Nándor műgyűjtő – Romhányi Rudolf
- Eősze kislánya – Ábel Anita

### 2.5. epizód (A Panoptikum)
- Hajdú Ferenc ötvösművész (kis műhelye van a Nyár utcában, de a Panoptikumnak is dolgozik) / Bükkösi a Filmgyárból – Lőte Attila
- Géza, szobrász (a panoptikum figuráit tervezi és készíti el viaszból) – Végvári Tamás
- Töröttorrú, a Panoptikum alkalmazottja – Dózsa László
- Hajdú (bicskás) embere – Kovács Titusz
- Harangozó – Szabó Imre
- Balázs tiszteletes – Dunai Tamás
- Jusztina nővér – Temessy Hédi
- Jegyüzér – Epres Attila
- Szeberényi, professzor az egyetemen – Szatmári István
- Tokodi Vilmos – Kun Vilmos
- Tv-riporter – Kovalik Károly
- Idegenvezető, tárlatvezető a Panoptikumban – Verebes István
- Idegenvezető, tárlatvezető a Panoptikumban – Gát György

### 2.6. epizód (Software)
- Tálas Jenő programozó – Kertész Péter
- Szirmay Éva számítógépes oktató – Hámori Ildikó
- Barna Károly programozó, a gmk. vezetője – Konter László
- Zolnai Dezső, számítógépes oktató – Hetényi Pál
- Veszprémi Béla szőke szomszédasszonya – Parragi Mária
- Veszprémi Béla idős szomszédja – Szoó György
- Veszprémi Béla szomszédasszonya – Garamszegi Mária
- Apróhirdetésre jelentkező férfi, Klárika lakásán – Bitskey Tibor
- Tálas Jenő egyik támadója a hídnál – Laklóth Aladár
- Kutyával szaladó férfi – Bodnár István

### 2.7. epizód (Pop-pokol)
- Kenéz Árpád menedzser – Kozák András
- „Füves” (Szénás József) hangmérnök – Bagó Bertalan
- Rédey úr, elektronikai műszerész – Szabó Ottó
- Virág Zoltán elektronikai műszerész, segéd az elektronikai szervizben – Hollósi Frigyes
- Az elektronikai szerviz tulajdonosa – Horváth Pál
- „Gothic” együttes – Első Emelet együttes tagjai: (Berkes Gábor; Bogdán Csaba; Kiki; Kisszabó Gábor; Szentmihályi Gábor; Tereh István)
- Gitáros, akit Kenéz a „Gothic” együttesből kirúgott – Fehér Attila
- Lány a szervizben, aki szendvicset eszik – Liener Márta
- Fénytechnikus – Bars József
- Kenéz egyik embere – Várnagy Zoltán
- Színpadmester, technikus – Berkes Zoltán
- Paja, a „Gothic” együttes egyik roadja – Sós Mihály (hangja: Bata János)
- A „Gothic” együttes másik roadja – Szűcs Attila (hangja: Vajda László)
- Lány, aki Kenéz házibuliján ajtót nyit Lindának – Koncz Katalin
- A „Gothic” koncertjének tévés rendezője a televízió közvetítő kocsijában – Bodnár István

### 3.1. epizód (Víziszony)
- Pataki Géza búvár – Tordy Géza
- Pici, búvár – Kaszás Géza
- Ágnes, búvár, Pataki felesége – Sáfár Anikó
- Józsi, búvár – Hollósi Frigyes
- Kálmán, búvár – Lamanda László
- Dr Kovacsics, sportorvos – Ferenczy Csongor
- Sziráki úr – Haraszin Tibor
- Oktató a rendőrtiszti főiskolán ― Budai István

### 3.2. epizód (Aranyháromszög)
- Djoko Maskovic, jugoszláv autocross versenyző – Körtvélyessy Zsolt
- Hutás Endre, antikvárius – Gosztonyi János
- Kovács Attila, autócross versenyző – Rudolf Péter
- Hutás verőemberei – Sörös Sándor és Incze József
- Zsuzsi, tanárnő, osztálykirándulást vezet Bükkapátiba (Linda és Emődi régi osztálytársa) – Détár Enikő
- Lipót nagymama, aki házi könyvtárát teszi pénzzé – Madaras Vilma
- Antikvárius – Szolnoki Tibor
- Szállodaigazgató – Perlaki István
- Kurt Hensel – Fülöp Zsigmond
- Kovács Attila autószerelői – Czibulás Péter és Epres Attila
- Autószerelő – Maszlay István
- Kommentátor hangosbeszélőn – Háda János

### 3.3. epizód (Stoplis angyalok)
- Felkai Imre, labdarúgó edző – Lukács Sándor
- Artúrka, sportorvos – Méhes László
- Fehér Krisztina – Nyertes Zsuzsa
- Vera néni, a Monimpex F.C. női labdarúgó csapatának vezetőedzője – Tordai Teri
- A televízió műsorban – Juszt László
- Annamari anyja – Moór Marianna
- Annamari apja – Fonyó István
- Idős Orvos – Vereczkey Zoltán
- Fiatal orvos – Seress Zoltán
- Idős járókelő, Annamari utcai rosszullétének szemtanúja – Szabó Imre
- A László Kórház SC női labdarúgó csapata

### 3.4. epizód (Erotic Show)
- Kalszay, az éjszakai bár (Moulin Rouge) műsorának rendezője – Andorai Péter
- Koreográfus az éjszakai bárban – Móger Ildikó
- Ottó, a Hotel Olimpia recepciósa – Jakab Csaba
- Kati (szaxofonos, az éjszakai bár a női zenekarában) – Papadimitriu Athina
- Az éjszakai bár menedzsere – Kertész Péter
- Betti (táncosnő az éjszakai bárban, nappal idegenvezető) – Tóth Enikő
- Frank Hilberg – Tolnai Miklós (hangja: Reviczky Gábor)
- Portás a Rendőrtiszti Főiskolán – Fillár István (hangja: Besztercei Pál)
- Recepciós a Hotel Olimpiában – Nyírő Beáta
- énekesnő az éjszakai bárban – Liener Márta (A Modell trió tagja)
- zenész az éjszakai bárban ― Halász Ilona (A Modell trió tagja)
- zenész az éjszakai bárban – Sütő Enikő (A Modell trió tagja)

### 3.5. epizód (Tüzes babák)
- A Modellház boltvezetője – Dózsa László
- Fotós, a Modellház fehérnemű bemutatóján – Kanyó Béla
- Eladó a Luxus Áruházban – Somhegyi György
- Dr. Tormányi, pszichológus – Harkányi Endre
- A gyújtogató – Ádám Tamás
- Prostituált – Szilágyi Zsuzsa (hangja: Némedi Mari)
- Szántó György, kirakatrendező – Szurdi Miklós
- Flörtölő Volkswagen tulajdonos – Borbás Gabi
- Forgács László – Bősze György
- Autóvezető gyerek – Szurdi Tamás
- Szentirmay Sándor – Dengyel Iván
- Autókereskedő – Uri István
- Megégett nő a kórházban – Dancsházi Hajnal
- Eősze kislánya – Kárász Eszter
- Tűzoltóparancsnok – Benedek Gyula

### 3.6. epizód (Hazajáró lélek)
- Frédi – Bárdy György
- Schneider Géza – Rajhona Ádám (hangja: Vallai Péter)
- Németh István – Kun Vilmos
- Jenő, az osztrák csoport idegenvezetője – Bodnár István (hangja: Sinkovits-Vitay András)
- A magyar csoport idegenvezetője – Bajor Imre
- Férfi szabósági eladó – Karsai István
- A Rendőrtiszti Főiskola jogász tanára – Spánn Gábor (hangja: Peczkay Endre)
- Késes támadó – Piroch Gábor

### 3.7. epizód (A régi barát)
- Henry Holczer – Inke László
- Kőműves – Baranyi László
- Olasz maffiózók – Bars József és Piroch Gábor
- Pultos, csapos – Beregi Péter
- Ír rögbijátékosok – Barbinek Péter és Zsolnay András
- Filmrendező – Kamondi Zoltán (hangja: Geréb Attila)
- George Kovács – Romhányi Rudolf

## Epizódok

### Bevezető (pilot) részek (1983)
| # | Cím          | Első sugárzás     |
| --- | ------------ | ----------------- |
| 1. | A szatír     | 1984. november 2. |
| Linda egyik osztálytársnőjét napok óta egy ismeretlen férfi követi, ezért megígéri neki, hogy megvédi. A „szatírról” kiderül, hogy az a férfi, aki Zsuzsa után már tizennyolc éve fizeti a gyerektartást, habár nem ő az igazi apa. Linda azonnal nyomozni kezd, hogy kiderítse az igazságot. Sok-sok bonyodalom és egy vélt gyilkosság után Lindában megszilárdul az elhatározás, hogy érettségi után a rendőrtiszti főiskolára jelentkezik. |              |                   |
| 2. | A fotómodell | 1984. december 1. |
| Linda tizedesként a közlekedési osztályon kezdi meg rendőri pályafutását. Szemfülességének köszönhetően azonban hamarosan a bűnügyi nyomozók segítségére lesz, akik rövidesen ráébrednek, hogy a lány nélkül nemigen tudják a kábítószer hálózatot felderíteni. |              |                   |
| 3. | Oszkár tudja | 1984. december 22 |
| Linda egy csempészbanda után kezd nyomozni, de az ügy hamarosan gyilkossággá növi ki magát. A fiatal rendőr énekórákba fektetett ideje jó befektetésnek bizonyul, így már csak az a kérdés, hogy a korán elárvult Fenyéri Lujza énekesnőnek hogyan érkezhet nővére Hondurasból. |              |                   |

### 1. évad (1986)
| 4. | A tizennyolckarátos aranyhal  | 1986. május 17.      |
| A margitszigeti halastóból lopják az aranyhalakat. Az őrnagy boldogan ragadja meg az alkalmat, hogy ezt az „izgalmas” bűnügyet Lindára bízva távol tartsa – 48 kilós, minden lében kanál – nyomozónőjét a gyilkossági csoport igazán veszélyes eseteitől. Linda persze eltökélten nyomozni kezd, és szokás szerint hullanak körülötte az emberek és a pofonok.    |                               |                      |
| 5. | Pavane "Egy infásnő halálára" | 1986. június 14.     |
| A pécsi balett-társulatnál furcsa balesetek és egy rejtélyes gyilkosság történik. Linda édesapja egyik barátja elintézi, hogy a fiatal rendőrnőt felvegyék a balettkarba, így forró nyomon tud elindulni. Nyomozás közben megkapja a főszerepet a Pavane című balettelőadásban, melyben aztán egyedülálló módon egyesíti a karate és a klasszikus balett elemeit. |                               |                      |
| 6. | Piros, mint a Kármin          | 1986. július 12.     |
| Képrablás ügyében nyomoz a rendőrség, ráadásul a hat értékes festményt valószínűsíthetően külföldre akarják csempészni. Linda épp édesapját és Klárikát látogatja meg a festőtáborban a Mostoha-szigeten, ahol egy olyan dolgot is megtanul a festményekről, ami szöget üt a fiatal nyomozó fejébe…                                                               |                               |                      |
| 7. | Rebeka                        | 1986. szeptember 19. |
| Rebeka egy különös képességgel megáldott hölgy, aki ellenszolgáltatás fejében felkeresi azokat, akik tudni szeretnék a jövőjüket. Mindeközben éjszakánként gyilkossággal fűszerezett betöréses rablások megállíthatatlannak tűnő sorozata zajlik. Lindára mindezek ellenére egy eltűnt macska ügyét bízzák.                                                       |                               |                      |
| 8. | Panoptikum                    | 1986. október 18.    |
| Egy papot megölnek, mert rájött, hogy lopják a múzeum kincseit. A helyzet bonyolódni kezd, amikor a Panoptikum figurái közül egyet Linda édesapjáról mintáznak meg, de a török fej az értékes turbándísszel Klárika kosarában hirtelen felindulásból hazakerül. A török kori kiállítást mindeközben németországi vendégszereplésre készítik elő.                  |                               |                      |
| 9. | Software                      | 1986. november 22.   |
| Lindát, hogy ne lábatlankodjon a bűnügyi csoportnál, számítógépes tanfolyamra küldik. Persze így is hamarosan gyilkossági ügybe keveredik, melyben épp a számítógépek és programozóik játsszák a főszerepet. |                               |                      |
| 10. | Pop-pokol                     | 1986. december 27.   |
| Lindát kölcsönadják a Vám- és Pénzügyőrségnek, hogy ne gyilkossági ügyön dolgozzon. Sajnos hamarosan itt is hullára bukkan, és ha ez nem lenne elég, édesapja és Klárika is holtan találják a rádiószerelőt. De vajon van-e összefüggés a sok haláleset között? Lindának természetesen van egy sejtése.                                                           |                               |                      |

### 2. évad (1989)
| 11. | Víziszony        | 1989. október 7.   |
| A Veszprémi család a Duna-parton kempingezik, amikor a közelben egy könnyűbúvárcsoport vezetője vízbe fullad. Linda gyanúsnak találja az özvegy viselkedését, s nem hiszi el az orvosszakértő véleményét sem, miszerint baleset történt. Nyomozni kezd, és a siker érdekében kénytelen a búvárkodás alapelemeivel közelebbről is megismerkedni. |                  |                    |
| 12. | Aranyháromszög   | 1989. november 4.  |
| Linda továbbképzésre jár, de a vizsgaidőszakban el akarja kísérni Tomit egy autóversenyre, aki azonban kivételesen nem örül az ötletnek. A lány végül egy táborozó gyereksereggel érkezik meg a verseny helyszínére, ahol rövidesen egy gyilkossági ügybe csöppen. De vajon mi köze az antik könyveknek egy kábítószeres bűnügyhöz? |                  |                    |
| 13. | Stoplis angyalok | 1989. december 2.  |
| Az utcán egy fiatal női focista rosszul lesz, majd a kórházban hirtelen meghal. A szülők állítása szerint aktívan sportoló lányuk egészségével nem voltak problémák, ezért Linda doppingszerre gyanakszik. A szálak egy női focicsapathoz vezetnek. A sikeres nyomozás érdekében Linda beépül a gárdába, hogy bizonyítékot szerezzen a leleplezéshez. |                  |                    |
| 14. | Erotic Show      | 1989. december 30. |
| Linda szerelme, Tomi fuvarozza a bártáncosnőket. A rendőrlány kissé féltékeny, nem érti, miért segíti őket Tomi olyan figyelemmel, amíg két lány gyilkosság áldozata nem lesz. Linda nyomozni kezd, ezért a bárba szerződik, s apjától is segítséget kap, aki mexikói milliomosnak adja ki magát. Hamarosan kiderül, hogy a gazdag vendégekről fényképet készítenek kényes szituációkban, és ezeket zsarolásra használják fel. De ki követte el a gyilkosságokat?          |                  |                    |
| 15. | Tüzes babák      | 1990. január 27.   |
| Linda szeretné, ha Tomit nem bántaná annyira, hogy sokat dolgozik, ezért megengedi neki, hogy bűnügyet válasszon a számára. Az utóbbi idők kirakattüzeinek okozója után kezd nyomozni, és a kirakatrendezőtől a taxisofőrön át a pszichológusig mindenki segítségére van a maga módján. |                  |                    |
| 16. | Hazajáró lélek   | 1990. február 24.  |
| Linda apja és Klárika buszos kirándulásról térnek haza, amikor a busz csomagtartójában a bőröndjük mögött egy férfiholttestet találnak. Az áldozatról kiderül, hogy külföldi csempész. Lindát a főnöke diszkókba küldi terepszemlére, mert arra gyanakodnak, hogy a csempészáruk itt cserélnek gazdát. Tomi boldog, hogy legalább az estéket együtt töltik a kötelező diszkózás miatt, de a helyzet hamar komolyra fordul, amikor a Duna-partról újabb holttest kerül elő. |                  |                    |
| 17. | Régi barát       | 1990. március 24.  |
| Linda apját meglátogatja Amerikában élő egykori színésztársa, Henry, aki szívesség gyanánt egy széfkulcs megőrzését kéri tőle. Ez a kis segítség sokba kerül, mert rövidesen betörők forgatják fel a Veszprémi család lakását, a régi barát ellen több merényletet kísérelnek meg, de a férfi szerencséjére Linda mindig ott van a közelben, hogy ártalmatlanná tegye a támadókat. A nyomozás során meglepő dolgok derülnek ki az egykori színészről.                      |                  |                    |

## Érdekességek
- A Linda nagymértékben rányomta a bélyegét a fiatalok érdeklődésére: hatására hihetetlen mértékben növekedett a rendőrség népszerűsége, jóval több nő jelentkezett rendőrnek, mint addig. Arról nem is beszélve, hogy több fiatal próbálta ki magát a küzdősportokban, és közülük sokan komoly eredményeket értek el.[11][12][13][14]
- A pilot részekben Eősze Gábort még Deme Gábor játszotta, ám váratlan halála után a sorozat látványtervezője, Vayer Tamás vette át a szerepét.
- A pilot részekben Eősze Gábor irodájának falán még egy Lenin-kép lóg.
- Linda a pilot részben 1982-ben a Kaffka Margit Gimnáziumból ballag el. Apjával, Bélával együtt pedig a Sallai Imre (ma Tátra) utca 5/a számú házban laktak. Ebben a házban rendezték be a 2. rész kisállat-kereskedését is.
- Eősze Gábor kislányát ketten játszották: Ábel Anita a Rebeka című epizódban és Kárász Eszter a Tüzes babák című epizódban.
- Baksa Ágit is ketten alakították: A szatír című részben Bándy Beáta, A fotómodell című részben pedig Sütő Enikő.
- Az utószinkron során több színész más hangján szólalt meg: Az Erotic Show című epizódban például játszik az a Tolnai Miklós, aki Linda főnökének, Eőszének a hangját kölcsönzi. Tolnai ezért Reviczky Gábor hangján beszél. A Hazajáró lélek című epizódban Rajhona Ádám pedig Vallai Péter hangján. Az Oszkár tudja című részben Bod Teréz, már mint leleplezett Gróf Antalffy József, Szabó Ottó hangján beszél.
- A 2. és 3. szezon epizódjaiban a film fővilágosítója, Romwalter Béla is szerepet kapott: ő játssza Ricsi nyomozót, Linda kollégáját. Romwalter a 3. szezontól nem a saját hangján szólal meg, hanem Beregi Péterén. Ricsi az első két szezonban szinte egyáltalán nem kapott semmilyen szerepet, addig abszolút mellékszereplő volt.
- A 3. szezon epizódjaiban a film rendezőasszisztense, ifj. Elek Ottó is szerepet kapott: ő játssza Ottó nyomozót, aki szintén Linda kollégája. Ő sem a saját hangján, hanem Várkonyi Andrásén szólal meg.
- Ronyecz Mária az 1989-es szériában már csak két epizódban játszott (a Stoplis angyalok és a Tüzes babák című epizódokban). A színésznő ekkor már súlyos betegséggel küzdött; 1989. november 2-án hunyt el 45 éves korában.
- A sorozatban Balázs Péter karakterét hívják Kő Zoltánnak, viszont valamiért a 2. részben (A fotómodell) őt Vasóként hívják, Kő Zoltán karakterét meg itt Gáti Oszkár alakítja, aki egyébként csak ebben a részben kapott szerepet.
- Görbe Nórát eredetileg Katának hívták volna a filmben, ám a készítők egy olyan nevet akartak választani, ami minden nyelvben ugyanúgy hangzik. Így lett a főszereplő neve Linda.
- A sorozat színészei közül Görbe Nórán kívül Harsányi Gábor is tud karatézni, akivel a legelső részben meg is mérkőzik egy edzésen, mielőtt karaktereik azután kollégák lesznek. Harsányi karaktere, Handel Gyula később azonban már nem karatézik, helyette inkább hegedül.
- Linda szobájának falára Bruce Lee-poszter van kiragasztva.
- A 3. részben kb. a 14. percnél a szoba falán sorakozó fantomképek közül az egyik feltűnik Dobray György 1979-es Áldozat, illetve Szőnyi G. Sándor és Bujtor István 1982-es Csak semmi pánik című filmjében is. Ugyancsak ebben a részben Linda és Tamás Orson Welles Az óra körbejár című híres krimijének végét nézik.
- Az 1986 nyarán forgatott Piros, mint a kármin című részben a festőtábort Leányfaluval szemben, a Szentendrei-Duna ág „Mostoha” nevű szigetén rendezték be. Valójában a Kacsa-sziget nevet viselte, és azóta a feltöltődés következtében hozzákapcsolódott a pócsmegyeri parthoz.[15]
- Mivel Görbe Nóra gyerekkorában balettozott, éppen ezért az ő kérésére írtak egy epizódot, amelynek a balett a központi témája (Pavane egy infánsnő halálára). Ebben az epizódban a Pécsi Balett társulata és a Pécsi Nemzeti Színház is feltűnik, mivel a színházat az epizód forgatásakor, 1986-ban kezdték el felújítani, ezért lehetőség volt a társulattal és az épületben forgatni.
- A Pop-pokol c. epizódban az 1980-as évek egyik legnépszerűbb popegyüttese, az Első Emelet is szerepelt, de itt a nevük „Gothic” volt. Az 1985 nyarán forgatott résznek az áprilisban megnyitott Petőfi Csarnok szolgált helyszínül.
- A Rendőrségi székház forgatási helyszíne a budapesti Fő utcában 1984-ben átadott Industrialexport irodaház volt, amelyet 20 éves fennállása után teljesen elbontottak. A helyére 2005-ben az azóta álló Palaház névre keresztelt nagyobb irodaházat építettek.
- Az előző kettőhöz képest a harmadik szezon epizódjai kicsit gyorsítottak és tíz perccel rövidebbek lettek.
- A Görbe Nóra, Vayer Tamás és Bánffy György által alakított Veszprémi Linda, Eősze őrnagy és Doki feltűnik Gát Györgynek a Zsarumeló című sorozatában is.
- A harmadik évadban a Zsarumeló című sorozat zenéi hallhatók aláfestő zene gyanánt.
- Az új sorozat 3. részében (Az Ász) a Pánczél nevű rendőr lakásán a régi Linda sorozat poszterei láthatók.
- Néhány színész több különböző karaktert is alakított a sorozatban: 
  - Kozák András, aki az első részben Linda osztálytársának apjaként tűnt fel, majd a Pop-pokol című epizódban egy bandamenedzsert alakít.
  - Bod Teréz háromszor bukkant fel. Egyszer kirabolt áldozat (7. rész – A Rebeka), egyszer az áldozat anyja (2. rész – A fotómodell), egyszer pedig a gyanúsított (3. rész – Oszkár tudja).
  - Miklósy György egykori tanárt (1. rész – A szatír), máskor kisállat-kereskedőt alakít (2. rész – A fotómodell).
  - Andorai Péter A szatír című részben Korponayt, az Erotic show című részben Kalszayt, a Moulin Rouge bár éjszakai műsorának rendezőjét játszotta.
  - Nyertes Zsuzsa A szatír című epizódban Linda és Emődi Tamás osztálytársnője, a Stoplis angyalok címűben pedig Krisztina, a Monimpex női focicsapat játékosa.
  - Kertész Péter a Software című részben egy fejlesztőmérnököt alakít, akit Tálas Jenőnek hívnak, az Erotic Show című epizódban viszont egy kerítőt játszik.
  - Papadimitriu Athina a Piros, mint a kármin című epizódban egy restaurátor professzornőt alakít, aki képekkel foglalkozik, az Erotic show című részben viszont a női zenekar egyik tagját játssza, aki az epizód főgonosza is.
  - Sáfár Anikó kétszer bukkant fel a sorozatban: a 2. részben (A fotómodell) egy prostituáltat játszott, a Víziszony című részben pedig a megözvegyült könnyűbúvárt, az epizód főgonoszát alakította.
  - Détár Enikő a A tizennyolckarátos aranyhal című részben egy kórházi nővért játszott, az Aranyháromszög című részben Zsuzsit, az osztálykirándulást vezető tanárnőt, Linda régi osztálytársát.
  - Kaszás Géza szintén kétszer bukkant fel a sorozatban: A tizennyolckarátos aranyhal című részben egy rosszfiút alakított, a Víziszony című részben pedig egy könnyűbúvárt.
  - Karsai István is kétszer szerepelt a sorozatban: a Piros, mint a kármin című epizód elején egy építőipari munkást alakított, akit Linda ártalmatlanná tett, a Hazajáró lélek című részben pedig ruházati eladót játszott.
  - Bagó Bertalan A tizennyolckarátos aranyhal című epizódban az egyik rosszfiút alakította, a Pop-pokol című epizódban Füvest, az áldozat hangmérnököt játszotta.
  - Dózsa László a Panoptikum című részben Töröttorrút, a Panoptikum egyik szállítással foglalkozó alkalmazottját, a Tüzes babák című részben a Modellház boltvezetőjét alakítja.
  - Harkányi Endre az Oszkár tudja című epizódban Ügyek Lajost, a műszaki bizományi áruház boltvezetőjét, a Tüzes babák című epizódban Dr. Tormányi nevű pszichológust játssza.
  - Kun Vilmos többször is felbukkan a sorozatban: A fotómodell című részben a közlekedésrendészet vezetőjét, Linda felettesét alakította, az 1986-os évadban több ízben is Tokodi hadnagy megformálója volt. A Hazajáró lélek című részben (3. évad utolsó előtti része) Németh István őrnagyot, a gazdasági csoport vezetőjét játszotta.
  - Temessy Hédi háromszor bukkan fel a sorozatban: a 2. részben (Fotómodell) egy taxiutast, a 3. részben (Oszkár tudja) Zsanett, aki vécésnéni és bolti szarka, a 8. részben (Panoptikum) Jusztina nővért alakítja.
  - Csiszár Imre a 2. részben (Fotómodell) egy dealert alakít, aki az epizód főgonosza, a 3. részben (Oszkár tudja) egy amatőr tenor énekest.
  - Blaskó Péter a 6. részben (Piros, mint a kármin) egy képtolvajt játszik, míg az új sorozatban ő alakítja Kovách alezredest, aki Linda főnöke.
  - Hollósi Frigyes a Pop-pokol c. részben a rádiószerelő segédjét (Virág úr), míg a Víziszony c. részben búvárt játszik.
  - Körtvélyessy Zsolt az Oszkár tudja című részben a Kiskakas kidobóembere volt, míg az Aranyháromszög című részben Djoko megformálója.
  - Bars József a Pop-pokol című részben fénytechnikust, A régi barát című részben olasz bérgyilkost alakít.
  - Incze József A szatír című részben Linda egyik osztálytársaként szerepel (Volner), az Aranyháromszög című részben Hutás egyik verőembere.
  - Epres Attila a Panoptikum című részben: jegyüzér, az Aranyháromszög című részben: Déri nevű autószerelő.
  - Romhányi Rudolf A szatír című epizódban a portás, A Rebeka című epizódban Szerémy Nándor, A régi barát című epizódban George Kovács szerepét játssza.
  - Bodnár István A szatír című részben Dénes István autószerelőt, a Software című részben kutyás férfit, a Pop-pokol című részben a Gothic koncertjét televízión közvetítő adás rendezőjét, A hazajáró lélek című részben az osztrák csoport idegenvezetőjét alakította.
  - Bencze Ferenc A fotómodell című epizódban gyanúsított a kórházi gyógyszerlopás ügyében, a Piros, mint a kármin című epizódban kereskedőt alakít az Ecseri piacon.
  - Szabó Imre, A Panoptikum című részben a harangozót, a Stoplis angyalok című részben egy idős járókelőt alakított, aki Annamari utcai rosszullétének szemtanúja volt.
  - Sárosi Gábor az Oszkár tudja című részben az Operaház portását, A Rebeka című részben macskatenyésztőt játszott.
  - Szilágyi Zsuzsa pultost játszott az Oszkár tudja című epizódban, míg a Tüzes babák című rész elején egy piros ruhás prostituáltat alakított.
  - Liener Márta előbb a Pop-pokol című epizód elején látható pár pillanatig mint szendvicset falatozó lány, majd az Erotic Show című epizódban az éjszakai bár énekesnőjeként.
  - Sütő Enikő is kétszer tűnik fel a sorozatban, A fotómodell című részben Baksa Ágiként, majd az Erotic Show című részben az éjszakai bár női zenekarának gitárosaként.

## Főcímzene
Rota Francesco műsorvezető 2019. október 25-én Soul History című műsorában mutatta be, hogy álláspontja szerint a Linda főcímzenéjének alapjául szolgáló eredeti motívumot Frances Ruffino, a torontói Parry Music Library kiadó és könyvtár filmzeneszerző művésze komponálta, és az 1982-es Glamour & Romance music for films, tv, radio válogatáslemez A6 dalaként csendült fel The Cool Look címen. Maga a lemez azon műsorok zenéit tartalmazza, melyek addigra népszerűvé váltak Amerikában, így a legtöbb esetben az 1981-es év sikerei, tehát a Vukán György által 1983 második felében készített Linda Theme főcímzene szerinte már feldolgozás.

## A legújabb Linda sorozat
A készítők 2000-ben forgatták a Linda folytatását. Ezt a sorozatot Silló Sándor rendezte. A sorozat forgatókönyvírói Kőrösi Zoltán, Zoltán Gábor, Németh Gábor, Balázs Attila, Lőrinczy Attila és Jakab László voltak.
Görbe Nórát a Linda sorozatok befejezése és az ismétlő adások után is elárasztották a rajongók által írt levelek, melyekben azt kérték, legyen folytatás. A színésznő azonban jó ideig ellenállt a kérésnek, ugyanis bevallása szerint túlságosan beskatulyázták a sikítozó rendőrlány szerepébe, és a rendezőktől sem kapott szerepajánlatokat. Végül elfogadta, hogy a közönség így zárta őt a szívébe. 1999-ben a Magyar Televízió megkereste, és elmondták neki, hogy összeállt az egykori stáb egy része. Végül sikerült meggyőzni, hogy legyen folytatás, ami sok huzavona után 2002. március 19-én került először adásba. Az új sorozatban Görbe Nórán, Szerednyey Bélán és Bodrogi Gyulán kívül olyan színészek kaptak szerepet, mint Blaskó Péter, Gazdag Tibor, Borbély László, Gesztesi Károly, Gergely Róbert, Vincze Gábor Péter, Bíró Kriszta stb.

### Történet
A történet szerint egy olyan kábítószer kerül forgalomba, melynek mellékhatásaként a fiatalok ölni és gyújtogatni kezdenek. Linda a kábítószer-terjesztő hálózat fejére vadászik, még mielőtt az elvadult, a törzsfejlődés korábbi szakaszába került emberek ellepnék a várost.

### Epizódok
1. A piros dáma
2. A fekete király
3. Az ász
4. A pokoli játszma
5. Az ördöggolyó

### Eltérések az előző szériákhoz képest
- Linda ebben a sorozatban már nem egy cserfes és kotnyeles lány, hanem egy megfontolt, érett nő lett, aki keveset beszél, viszont távol-keleti megérzéseinek segítségével továbbra is sikerül felderítenie a titokzatos bűntényt.
- Linda ezúttal nem sikoltozik, mint korábban (mely szokás egyébként Bruce Lee-től ered), és ezekben a részekben már az aikidó harcművészet képviselője lesz. A készítők itt nem a látványra és a verekedésre törekedtek; ezek itt csak másodlagos szerepet játszanak.
- Linda már nem a megszokott sárga Babettájával, hanem egy amerikai Chevrolet mikrobusszal jár, ami egyszerre lakás és keleti szentély.
- A szereplőgárda jelentősen megváltozott, ám újra találkozhatunk Veszprémi Bélával és Emődi Tamással, ugyanakkor Klárika, Eősze őrnagy és a rendőrség többi tagja már hiányzik.
- Lindából vegetáriánus lett, valamint a spirituális vonalat erősíti: ezoterikával, pszichológiával és távol-keleti tudományokkal foglalkozik.
- Veszprémi Béla természetgyógyász lett.
- Emődi Tamás újságíró lett.
- A korábbi részekkel szemben ez a sorozat öt egymáshoz kapcsolódó részből áll.

## Kiadványok, egyéb megjelenések
1986-ban a sorozat forgatókönyvírói – Coper András, Gát György és Rozgonyi Ádám – kiadtak egy regényt Linda-szafari címmel. (ISBN 9634224792). Ez a történet idehaza csak könyv formájában jelent meg, bár magyar–ausztrál koprodukcióban rajzfilm is készült belőle, amit idehaza valamiért nem mutattak be. Főszereplői a filmből megismert szereplők. Lindát ezúttal Bécsbe küldik továbbképzésre, ám elutazása előtt egy holttestet talál, majd a történet folyamán egy nemzetközi bűnügybe keveredik.
A Pajtás című úttörőmagazin Radar című kiadványában képregénysorozatként is felbukkant Linda. A történetben a KFKI (Központi Fizikai Kutatóintézet) egyik professzora követ el bűncselekményeket, ám amikor Linda az elfogására indul, a tudós az intézet területén egy időgépbe löki, és XIV. Lajos korába küldi vissza, ahol Linda találkozik Dumas három testőrével, Athosszal, Porthosszal és Aramisszal. A történet itt félbeszakadt, mivel a történetet nem lehetett folytatni, és az olvasók körében sem aratott sikert.